# Atintània
Atintània (en llatí Antitania, en grec antic Ἀτιντανία) era un districte muntanyós d'Il·líria al nord del país dels molossos i a l'est de Paravea, per on flueix el riu Aóos (Αώος), a la part superior del seu curs. Titus Livi el descriu, i diu que el terreny era pobre i el clima hostil.
L'any 429 aC els atintans van ajudar els ambraciotes en la seva invasió del Peloponès i en aquella ocasió els mateixos caps dels atintans manaven els ambraciotes i els molossos. El 204 aC, al final de la Primera Guerra Macedònica el seu territori va passar a Filip V del Regne de Macedònia i el 168 aC, després què Perseu de Macedònia resultés vençut, va quedar dins de la província romana de Macedònia. Atintània és mencionada per Escílax de Carianda, Estrabó, Esteve de Bizanci i Polibi. Claudi Ptolemeu no en parla, ja que el seu territori estava inclòs en el seu temps dins del de Caònia.